# Suolivesi
Suolivesi är en sjö i Finland. Den ligger i kommunen Hankasalmi i landskapet Mellersta Finland, i den centrala delen av landet, 260 km norr om huvudstaden Helsingfors. Suolivesi ligger 99,2 meter över havet. Arean är 2,61 kvadratkilometer och strandlinjen är 14,48 kilometer lång. Sjön  ingår i Kymmene älvs huvudavrinningsområde.   I omgivningarna runt Suolivesi växer i huvudsak blandskog.